# Vilalba (Gerichtsbezirk)
Der Gerichtsbezirk Vilalba ist einer der 9 Gerichtsbezirke in der Provinz Lugo.
Der Bezirk umfasst 6 Gemeinden auf einer Fläche von 1.275,01 km² mit dem Hauptquartier in Vilalba.

## Gemeinden
| Gemeinde               | Einwohner (2024) | Fläche km² | Dichte Einw./km² | Cod INE | Postleitzahl |
| ---------------------- | ---------------- | ---------- | ---------------- | ------- | ------------ |
| Begonte                | 2.905            | 126,80     | 23               | 27007   | 27373        |
| Cospeito               | 4.213            | 144,79     | 29               | 27015   | 27377        |
| Guitiriz               | 5.122            | 293,97     | 17               | 27022   | 27300        |
| Muras                  | 600              | 163,82     | 4                | 27033   | 27836        |
| Vilalba                | 13.787           | 379,36     | 36               | 27065   | 27800        |
| Xermade                | 1.698            | 166,27     | 10               | 27021   | 27833        |
| Gerichtsbezirk Vilalba | 28.325           | 1.275,01   | 22               | –       | –            |